# Life After Life
Life After Life é uma banda de Punk Rock/Folk dos Estados Unidos.